# Szyb Daniłowicza w Wieliczce
Szyb Daniłowicza – szybowa wieża wyciągowa Kopalni Soli „Wieliczka”.

## Lokalizacja
Szyb zlokalizowany jest na terenie kopalni w parku św. Kingi.

## Historia
Szyb powstał w 1635 roku. Był to wówczas jeden z 8 nowych szybów, którym wydobywano sól na powierzchnię. Oprócz tego od końca XVIII wieku szybem Daniłowicza  zjeżdżali do kopalni turyści.
Szyb zawdzięcza  nazwę Janowi Mikołajowi Daniłowiczowi, który pełnił rolę zarządcy kopalni w latach 1640–1642. W 1887 roku szyb kopalniany przemianowano na szyb arcyksięcia Rudolfa na pamiątkę jego odwiedzin, do pierwotnej nazwy powrócono w 1918 roku. W XIX wieku szyb zakończył działalność produkcyjną, od tego czasu pełni funkcję wyłącznie komunikacyjną, obsługując wyłącznie ruch turystyczny. Szybem zjeżdża się na głębokość 135 metrów.